# 格莱诺基

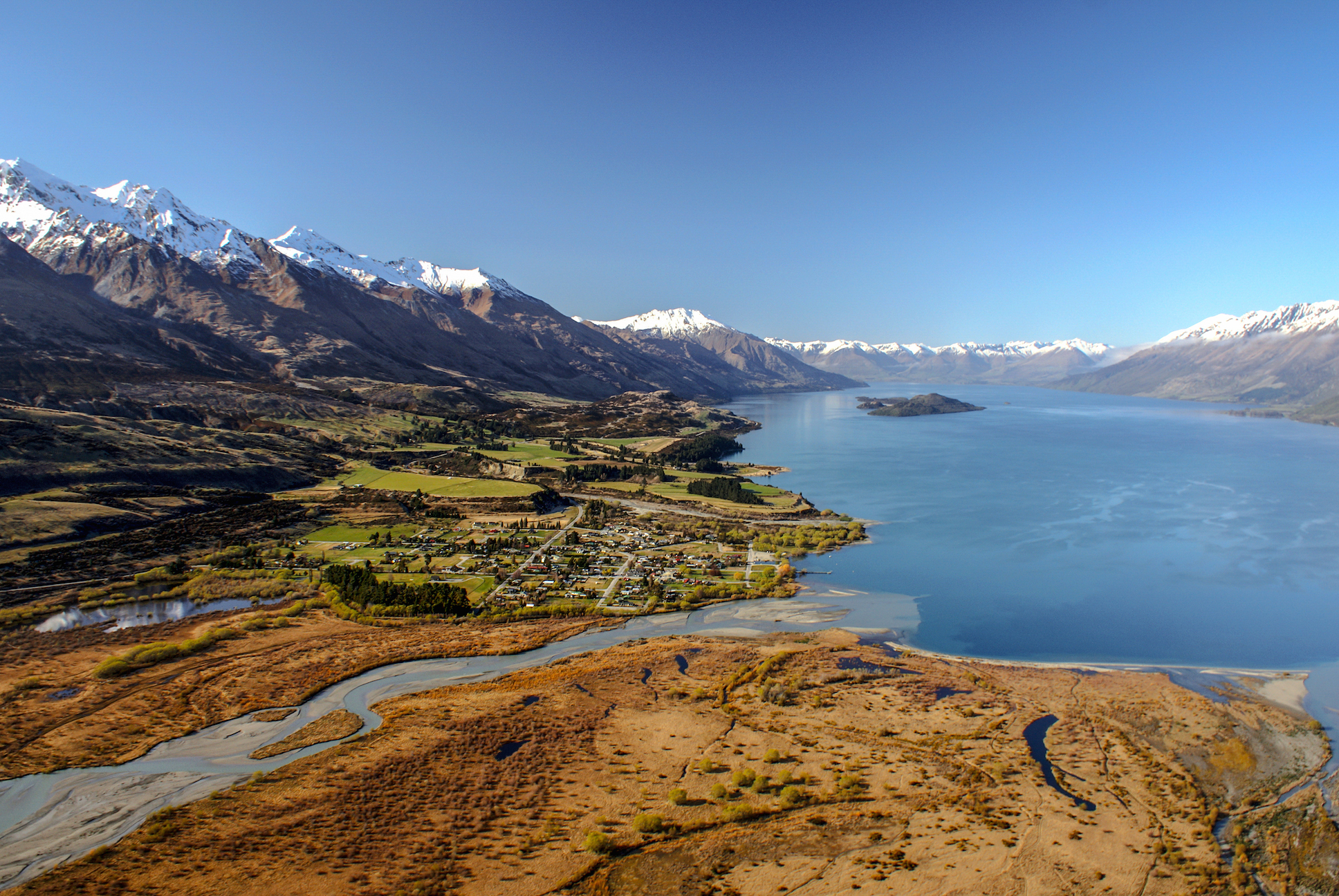
位於格伦诺基附近的瓦卡蒂普湖

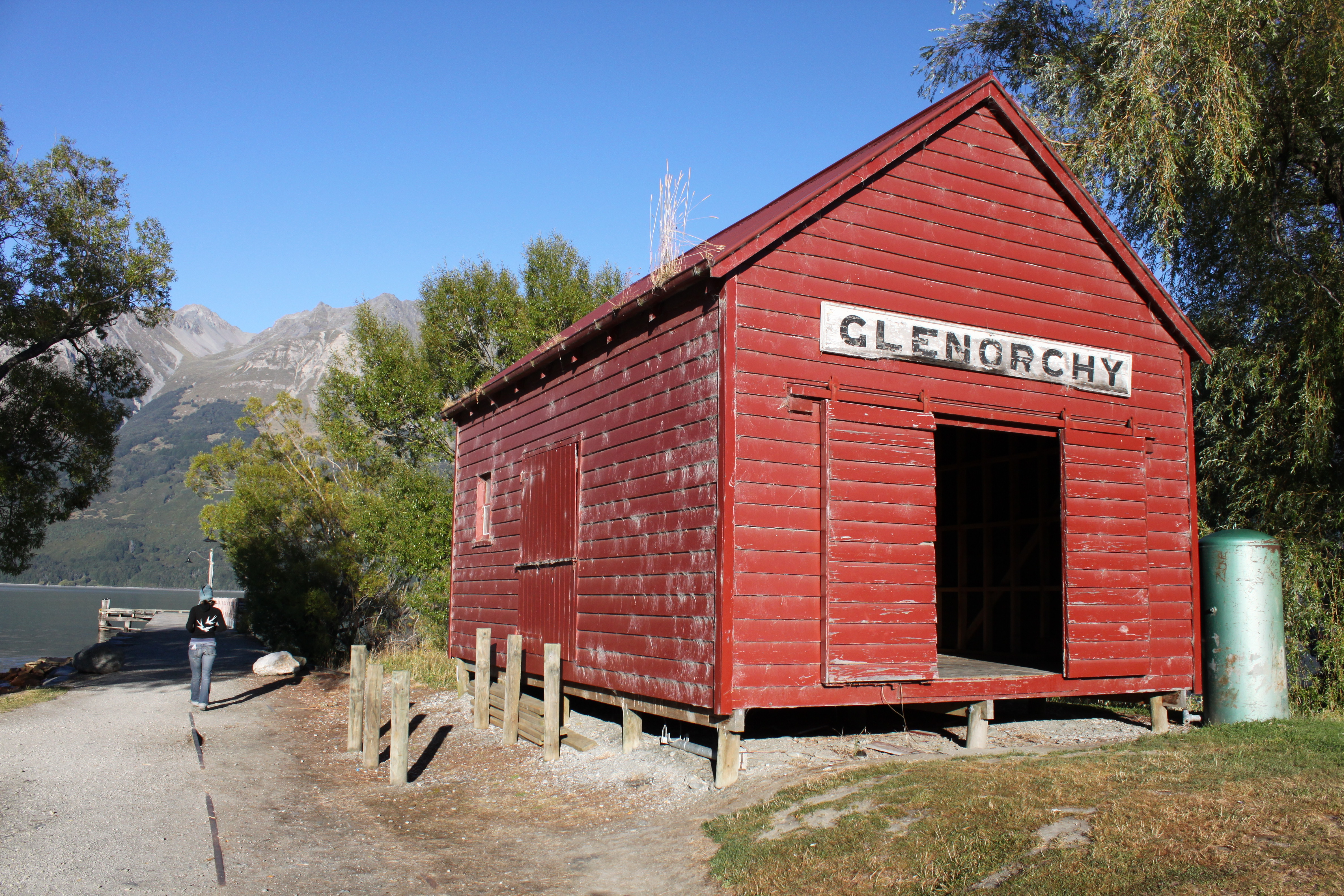
码头附近的

格莱诺基（Glenorchy）又譯為格林诺奇，是新西兰南岛奥塔哥大区瓦卡蒂普湖北端的一个小村落，達特河和里斯河在這裡匯入瓦卡蒂普湖。格莱诺基距離皇后镇约45 km（28 mi），天堂鎮也位於格莱诺基附近。 格莱诺基有两家酒吧，一间咖啡厅和一些小商店，主要为游客以及當地居民提供服务。格莱诺基还有一个用於小型飛機的小型飞机跑道。     

## 命名
格莱诺基以苏格兰阿蓋爾郡的山谷格伦·奥奇名字命名。

## 景點
格莱诺基是一个受欢迎的旅游胜地，它位于阿斯帕林山国家公园和峡湾国家公园交界處附近。周圍有许多新西蘭著名的遠足路線。穿过格伦诺基可來到新西蘭大步道之一的Routeburn Track以及綠石和開普勒步道、Rees和Dart步道。
格莱诺基或周邊可以进行的一些遊樂活动包括：峽谷漂流、飛蠅釣、喷射快艇、骑马、劃皮艇、山地自行車、滑雪、单板滑雪、跳伞和划船。

## 电影與電視拍攝

### 电影
- 彼得·杰克逊的第一部电影《指环王》（指环王：护戒使者，2001年）曾在此取景。
- 《終極天險》（2000年）、《納尼亞傳奇：賈思潘王子》（2008年）和《X戰警：金鋼狼》（2009年）也在格莱诺基拍攝過。
- 其他在格莱诺基及其周边地区拍摄過的电影有《Race for the Yankee Zephyr》（1981年）和《尼斯湖怪：深水傳說》（2007年）。

### 电视
- 英国广播公司2013年的系列短片《謎湖之巔》也在该地区拍摄。[5]

## 另見
- 格伦诺基航空